# Castell de Folkestone
El castell de Folkestone (Folkestone Castle) es trobava en un turó dels North Downs al nord de la ciutat de Folkestone, Kent (Anglaterra).
El castell normand estava situat sobre un monticle natural i va existir a final del segle XI i començament del XII. Va ser excavat l'any 1878 per Augustus Pitt Rivers i s'ha afirmat que va ser la primera excavació d'un jaciment medieval a Gran Bretanya mitjançant mètodes científics.
El castell tenia un traçat circular ("ringworks") i n'és l'exemple més gran i complet del sud-est d'Anglaterra. El seu potencial arqueològic és, per tant, considerable, com es va demostrar durant l'excavació a petita escala del general Pitt-Rivers l'any 1878.
Conegut localment com a "Caesar's Camp", no és realment romà, però va ser construït probablement prop de l'any 1095 i va ser ocupat certament durant algun temps després de la invasió normanda. El turó on es troba es coneix com a Castle Hill i ofereix unes vistes esplèndides sobre la ciutat i la costa, des de Folkestone fins a Romney Marsh arribant a Dungeness, Rye i Fairlight.
Els treballs de terra tenen vistes al final de l'autopista M20 i l'entrada a l'Eurotúnel a Cheriton.